# 阿根廷銼甲鯰
阿根廷銼甲鯰，為輻鰭魚綱鯰形目甲鯰科的其中一種，為溫帶淡水魚，分布於南美洲阿根廷Tala及Salí河流域，體長可達11公分，棲息在底層水域，生活習性不明。

## 扩展阅读
維基物種上的相關：阿根廷銼甲鯰